# Ariane et Barbe-Bleue

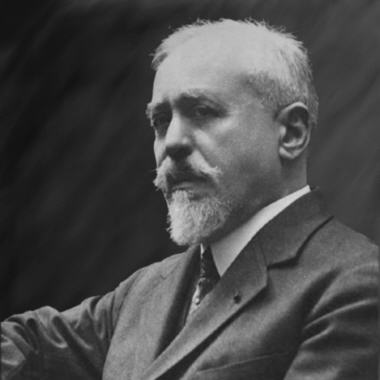
Paul Dukas

Ariane et Barbe-Bleue är en fransk opera i tre akter med musik av Paul Dukas och text av Maurice Maeterlinck efter hans egen pjäs med samma namn (1899).

## Historia
När Maeterlinck skrev ett libretto av sin pjäs Ariane et Barbe-Bleue hoppades han att Edvard Grieg skulle tonsätta det till en opera. När Grieg inte tog sig an verket erbjöd Maeterlinck Dukas att tonsätta stycket. Att det blev Dukas berodde nog en del på att han var beredd att ge sångerskan Georgette Leblanc rollen som Ariane. Leblanc och Maeterlinck hade under många år en relation. År 1902 hade Claude Debussy nekat Leblanc att få sjunga den kvinnliga huvudrollen vid premiären av Pelléas och Mélisande, vars libretto var skrivet av Maeterlinck efter en annan av hans pjäser. Ariane et Barbe-Bleue uruppfördes den 10 maj 1907 på Opéra-Comique i Paris.

## Om operan
Operan blev Dukas enda försök i genren och samtidigt hans mästerverk. Precis som med Debussys tonsättning av Pelléas och Mélisande förblev Maeterlincks text relativt oförändrad, men till skillnad från Pelléas och Mélisande framstår Ariane et Barbe-Bleue som en rapp och händelserik berättelse i vilken händelser utanför scenen och bybornas körliknande kommentarer skapar en skarp kontrast till den dimmiga atmosfären i Blåskäggs (Barbe-Bleue) borg. Dukas version av myten om riddare Blåskägg är en mer konventionell skapelse än Debussys mästerverk eller Béla Bartóks psykologiska drama Riddar Blåskäggs borg. 
Trots att det i Dukas musik finns anspelningar på Debussys opera och hans orkesterstycke La Mer (sättet att kontrastera vaga heltonsskalor mot klara pentatoniska skalor är särskilt Debussy-likt) är Arianes musikvärld helt olik den vaga känslan i Pelléas och Mélisande. Dukas var väl förtrogen med Debussys opera efter Debussys privata framträdanden med klaverutdraget av operan. 
Rollfiguren Ariane befinner sig (liksom de tidsmässigt snarlika operagestalterna Elektra och Salome av Richard Strauss), nästan hela tiden på scenen under de två timmar som operan tar att framföra. Även sköterskan och de fyra sjungande fruarna (den femte är stum) spelar alla viktigare roller än Blåskägg, som endast sjunger några minuter i slutet på akt I. Fruarna är namngivna efter karaktärer i tidigare pjäser av Maeterlinck

## Personer
- Ariane (sopran)
- La nourrice (Sköterskan) (kontraalt)
- Barbe-bleue (Blåskägg) (basstämma)
- Sélysette, en av Blåskäggs fruar (kontraalt)
- Ygraine, en av Blåskäggs fruar (sopran)
- Mélisande, en av Blåskäggs fruar (sopran)
- Bellangère, en av Blåskäggs fruar (sopran)
- Alladine, en av Blåskäggs fruar (stum roll)
- En gammal bonde (bas)
- Andre bonde (tenor)
- Tredje bonde (bas)
- Bönder, folkmassa (kör)

## Handling

### Akt I
Barbe-Bleue har gift sig för sjätte gången med den vackra och kloka Ariane, som föresätter sig att ta reda på vad som har hänt hans tidigare hustrur, alla försvunna på mystiskt vis. Ariane anländer till slottet beledsagad av sin sköterska. Hon hotas av en folkmängd som anklagar Barbe-Bleue för att ha dödat sina forna hustrur, men Ariane tror inte att de är döda. Av Barbe-Bleue får hon en knippa nycklar av vilka sex är av silver och den sjunde, som hon inte får använda, av guld. Hon kastar bort silvernycklarna och bryr sig bara om guldnyckeln. Sköterskan tar upp silvernycklarna och börjar låsa upp de sex första dörrarna. Bakom den första dörren svämmar det över av juveler och andra dyrbarheter. Den andra dörren gömmer ett regn av safirer; den tredje ett hav av pärlor; den fjärde ett vattenfall av smaragder; den femte ett dystert störtfall av rubiner. Ariane är inte imponerad av ädelstenarna men bakom den sjätte dörren väller det fram laviner av gigantiska diamanter vilket slutligen får henne att imponeras. Den sjätte dörren gömmer även ingången till den sjunde dörren. Sköterskan försöker hindra Ariane från att öppna men Ariane lyssnar inte. Bakom dörren finns den källare där Barbe-Bleue har spärrat in sina föregående hustrur. Deras sång får Barbe-Bleue att uppenbara sig. Han anklagar Ariane för olydnad och försöker låsa in henne bakom den sjunde dörren. Just då bryter sig byborna in i slottet för att konfrontera Barbe-Bleue. Men Ariane försäkrar dem att han inte har skadat henne och stänger portarna.

### Akt II
Ariane och sköterskan öppnar den sjunde dörren och finner de andra hustrurna i mörkret. De inspärrade hustrurna är överlyckliga över att befrias, och kommer upp i den övre delen av slottet, där de åter får på sig praktfulla kläder. 

### Akt III
Barbe-Bleue kommer tillbaka med sina tjänare men blir slagen och fängslad av bönderna utanför borgen. De vill konfrontera honom med de befriade hustrurna, men de tar kärleksfullt emot honom och sköter om honom, och det är bara Ariane som väljer friheten och låter dem bli kvar med sin gemensamma äkta man.